# مارسيل كومو
مارسيل كومو هو لاعب هوكي جليد كندي، ولد في 1 مارس 1952 في إدمونتون في كندا.